# Julie Maria
Julie Maria Barkou Larsen (Copenaghen, 30 maggio 1981) è una cantante danese.

## Biografia
Cresciuta in una famiglia di musicisti, Julie Maria ha pubblicato il suo album di debutto Beautiful Minor nel 2004. I suoi dischi successivi sono tutti cantati in lingua danese.
Nel 2009 ha realizzato insieme al rapper Alis la canzone di beneficenza Pagten per una raccolta fondi della Danmarks Radio. Il brano è stato il suo primo ingresso nella classifica danese, dove ha raggiunto il 22º posto. Il suo primo ingresso nella classifica degli album è stato invece grazie a Kom, che nel 2012 ha conquistato la 32ª posizione.

## Discografia

### Album in studio
- 2004 – Beautiful Minor
- 2007 – På kanten af virkeligheden
- 2009 – Yaguar
- 2011 – 7 sange
- 2012 – Kom
- 2017 – Danse til vi dør

### EP
- 2008 – På vej ud over kanten
- 2011 – Syv sange

### Singoli
- 2007 – Min tornerose
- 2007 – Også om dagen
- 2009 – Evelyn
- 2009 – Pagten (con Alis)
- 2010 – Hvor langt tør du gå?
- 2010 – Gør det kort
- 2011 – Så det synger (con Rasmus Walter)
- 2012 – Ude af mig selv
- 2012 – Beat
- 2013 – Alle spor
- 2020 – Frihedens lysdøgn (con Silas Bjerregaard)